# 梅庵 (肇庆)
梅庵是位于中国广东省肇庆市端州区城西梅庵岗上的名刹，有“千年古庵，国之瑰宝”的美誉。相传唐代佛教禅宗六祖惠能路经肇庆时曾在岗上亲手插梅，北宋至道二年（996年）智远和尚在惠能植梅处建庵，取名梅庵。明嘉靖年间曾改为夏公祠，万历、康熙、乾隆、道光年间多次重修，1979年又重修，1985年建围墙。
1962年梅庵列为广东省文物保护单位，1996年列为全国重点文物保护单位。现为肇庆市博物馆的一部分，设《禅宗六祖惠能生平故事》陈列展览。

## 建筑
梅庵面南偏东，依岗势前低后高，采用传统中轴线对称手法布局，占地5000平方米。现存山门、大雄宝殿和祖师殿等建筑，总面积641平方米。
山门建于清代，面宽三间，硬山顶，两边设耳房。前设凹门廊，门厅有屏风，后附设檐廊，山墙承托桁条，青砖磨平对缝。

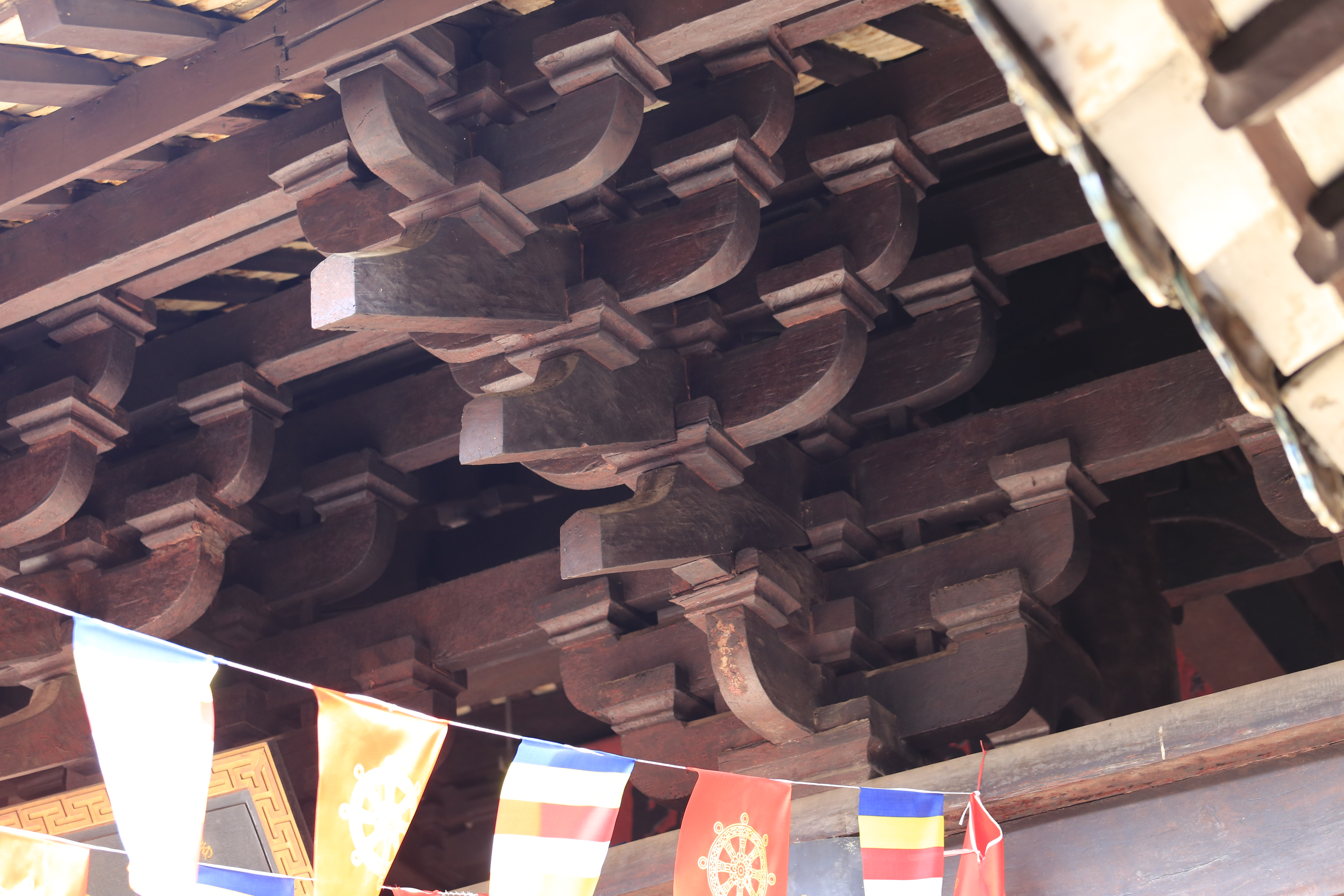
大殿斗栱形制

大雄宝殿是梅庵最重要的建筑，位于山门之后，比殿前天井高出1.08米。平面五开间，三进深，面积169平方米，面阔14.78米，进深9.6米，高9.1米，硬山顶，其梁架和斗栱保留了宋代的结构风格，具有很⾼的历史和⽂物价值。